# Condylocardia pectinata
Condylocardia pectinata är en musselart. Condylocardia pectinata ingår i släktet Condylocardia och familjen Condylocardiidae. Utöver nominatformen finns också underarten C. p. chathamensis.